# اریک والریوس
اریک والریوس (انگلیسی: Erik Wallerius; ۱۶ آوریل ۱۸۷۸ – ۷ مهٔ ۱۹۶۷) قایقران قایق بادبانی اهل سوئد بود.